# Preussia fleischhakii
Preussia fleischhakii är en svampart som först beskrevs av Bernhard Auerswald, och fick sitt nu gällande namn av Cain 1961. Preussia fleischhakii ingår i släktet Preussia och familjen Sporormiaceae.   Inga underarter finns listade i Catalogue of Life.
I den svenska databasen Dyntaxa används istället namnet Preussia vulgaris för samma taxon.  Arten är reproducerande i Sverige.